# 陸金所
陸金所（ルーきんしょ、英語: Lufax、拼音: Lùjīnsuŏ、正式名称: 上海陸家嘴國際金融資產交易市場 / Shanghai Lujiazui International Financial Asset Exchange Co., Ltd）は、2011年9月に設立された、融資仲介プラットフォームを運営する企業。

## 概要
ソーシャルレンディングと呼ばれる、個人間（P2P）融資仲介プラットフォーム事業を主力サービスとしており、消費者にとってメリットの高い融資環境を構築している。
また、陸金所は中国保険の大手である中国平安保険の子会社であり、株式の43%は同社が保有している。平安保険が持つデータを活用することで、より精度の高い借り手の審査が可能であることが同社の強みのひとつ。
2018年10月1日時点の登録ユーザー数は3821万人。

## 上場について
2018年10月時点では、陸金所は未上場企業ではあるが、2019年以降に香港上場を報道されている。
2018年1月時点の時価総額は約2兆円とされている中国屈指のユニコーン企業。

## 展開地域
- 中国 2011年 -
- シンガポール 2017年 -
  - 陸国際（ルーゴーチー）名義で展開[5]

## 子会社・関連会社
- 中国平安保険